# Lelydorp
Lelydorp è una città del Suriname capoluogo del distretto di Wanica e seconda città più popolosa dello stato.
La città è situata lungo la strada che collega la capitale Paramaribo con Zanderij circa 18 km a sud della capitale.

## Storia
La cittadina fu fondata all'inizio del XX secolo e venne chiamata Kofidjompo, nome derivante dalla vicenda di uno schiavo chiamato Kofi che saltando un ruscello riuscì a sfuggire ai suoi inseguitori. Tra il 1903 e il 1912 venne costruita la ferrovia che collegava Paramaribo con l'alto corso del fiume Suriname dove erano stati rinvenuti dei giacimenti d'oro. Kafidjompo divenne una stazione importante e, in onore del suo progettista, il futuro governatore del Suriname Cornelis Lely la cittadina venne chiamata Lelydorp.
La ferrovia venne smantellata tra gli anni cinquanta e gli anni sessanta quando venne costruita la strada di collegamento fra Paramaribo e l'Aeroporto Internazionale Johan Adolf Pengel a Zanderij.

## Popolazione
La popolazione è prevalentemente composta da persone di origine giavanese e indù.